# Ludwig Walrad Medicus
Ludwig Walrad Medicus (häufig auch Ludwig Wallrad Medicus, Eigenbezeichnung auch Ludwig Wallrath Medicus; * 8. August 1771 in Mannheim; † 18. September 1850 in München) war ein deutscher Hochschullehrer für Forst- und Landwirtschaft.

## Leben und Wirken
Medicus war ein Sohn von Friedrich Casimir Medicus. Er besuchte das Mannheimer Gymnasium. Anschließend ging er von 1787 oder 1798 bis 1791 an die Universität Heidelberg, an der er die ökonomisch-politischen Wissenschaften studierte, sich allerdings auch der Bergbauwissenschaft widmete und unter anderem Studienreisen in den Harz unternahm. Anschließend ging er an die Handelsakademie Hamburg. 1792 und 1793 bildete er sich bei Georg Friedrich von Jaeger und Hofkammerrat Johann Peter Kling (1749–1808) in der forstwirtschaftlichen Praxis weiter. Diese Zeit nutzte er zudem, um seine Kenntnisse in der französischen Sprache zu verbessern und schließlich acht Monate an der Universität Nancy zu studieren. 1794 unternahm er eine ausgedehnte Studienreise durch die Schweiz, die ihn zu seinem Werk über die Alpenwirtschaft inspirierte.
Medicus wurde Ende 1795 als außerordentlicher Professor für Landwirtschaft und Kameralenzyklopädie an die Hohe Kameral-Schule der Universität Heidelberg berufen. 1796 erfolgte zudem die Ernennung zum wirklichen kurpfälzischen Bergrat mit Sitz und Stimme im Oberbergamt Mannheim. 1802 promovierte ihn die Heidelberger Universität zum Dr. phil. In den Umbrüchen der Auflösung der Kurpfalz folgte Medicus einem Ruf als ordentlicher Professor für Land- und Forstwirtschaft an die Universität Würzburg und schlug zugleich ein Angebot der badischen Regierung aus.
Medicus folgte im Übergang von Würzburg an das Großherzogtum Toskana 1806 einem Ruf des bayerischen Königs an die Universität Landshut. Dort erhielt er den Lehrstuhl für Landwirtschaft, Bergbau- und Forstwissenschaft. Er übernahm außerdem an der Universität diverse Verwaltungsämter. Er war Mitglied des Senats, Mitglied des Verwaltungsausschusses, von 1812 bis 1815 Rektor der Universität und von 1817 bis 1818 deren Prorektor. An der Staatswirtschaftlichen Fakultät bekleidete er zudem das Amt des Dekans. Im Jahr 1822 wurde ihm zu seinem bestehenden Lehrstuhl zudem der Lehrauftrag für Technologie, Zivilbaukunst und Handelswissenschaft übertragen.
Medicus wurde bei der Verlegung der Universität nach München 1826 mit dem Lehrstuhl für Land- und Forstwirtschaft nebst Technologie der neuen Universität München betraut, wodurch er den inhaltlichen Umfang seiner Lehre wieder reduzieren konnte. In dieser Zeit gehörte er zu den Gründern des Landwirtschaftlichen Vereins.
Zu Medicus’ Söhnen zählt der Pomologe Friedrich Medicus. Der Pharmazeut Ludwig Medicus war sein Enkel.

## Ehrungen
- 1793 Erster Preis für die Preisschrift über Die Stallfütterung bei der Patriotischen Gesellschaft
- 1827 Mitglied der Königlich-Bayerischen Akademie der Wissenschaften
- 1828 Königlich-bayerischer Hofrat
- 20. Dezember 1845 Ehrenkreuz des Ludwigsordens

## Werke (Auswahl)
- Bemerkungen über die Alpen-Wirthschaft, Gräff, Leipzig 1795.
- Forsthandbuch: oder Anleitung zur deutschen Forstwissenschaft, Cotta, Tübingen 1802.
- Entwurf eines Systems der Landwirthschaft, Mohr und Zimmer, Heidelberg 1809.
- Zur Geschichte des künstlichen Futterbaues oder des Anbaues der vorzüglichsten Futterkräuter, Riegel und Wießner, Nürnberg 1829.